# Orquesta Barroca de Friburgo
La Orquesta Barroca de Friburgo (en alemán: Freiburger Barockorchester) es una orquesta de cámara alemana con sede en Friburgo de Brisgovia, Baden-Württemberg, que fue fundada en 1985 por el violinista y director alemán Thomas Hengelbrock, dando su primer concierto dos años más tarde.
Se trata de una agruación especializada en música barroca, aunque recientemente ha empezado a interpretar obras de compositores más tardíos como Beethoven, Schubert y Weber, así como música clásica contemporánea.

## Historia
La Orquesta Barroca de Friburgo dio su primer concierto en el año 1987 y comenzó a hacer giras por el extranjero en Ámsterdam en 1989. Una cuarta parte de sus interpretaciones las realizan con directores de orquesta invitados, como Ivor Bolton, René Jacobs, Philippe Herreweghe o Trevor Pinnock.
Los músicos eligieron a los violinistas Gottfried von der Goltz y Petra Müllejans entre sus propios músicos como directores musicales. 
En su discografía constan grabaciones de obras de Wilhelm Friedemann Bach, Orfeo y Eurídice de Gluck, las Sinfonías 6 a 8 de Haydn y Arias de óperas de Mozart con la soprano Sandrine Piau.

## Discografía selecta
- W.F. Bach: Concerto in D for flute; Sinfonia in D minor; Concerto in E minor for Cembalo; Concerto in E-flat for Two Cembalos. — Karl Kaiser (flauta), Michael Behringer (pianoforte) & Robert Hill (clavecín), Gottfried von der Goltz (director) (Carus 83.304)
- Gluck: Orfeo ed Euridice. — Bernarda Fink, Veronica Cangemi, María Cristina Kiehr, RIAS Kammerchor, René Jacobs (director) (Harmonia Mundi 901742/43)
- Haydn: Symphonies Nos. 6-8 (Le matin, Le midi, Le soir). (Harmonia Mundi 901767)
- Mozart: Arias from Lucio Silla; Die Zauberflöte; Il rè pastore; Mitridate, Rè di Ponto; Die Entführung aus dem Serail; La clemenza di Tito; Zaide. — Sandrine Piau (soprano) & Gottfried von der Goltz (director) (Naïve-Astrée E8877)